# Horton by Malpas
Horton by Malpas is een civil parish in het bestuurlijke gebied Cheshire West and Chester, in het Engelse graafschap Cheshire met 62 inwoners.